# Silvan Gönitzer
Silvan Roger Gönitzer (sinh ngày 29 tháng 8 năm 1996) là một cầu thủ bóng đá người Thụy Sĩ thi đấu ở vị trí hậu vệ cho FC St. Gallen tại Giải bóng đá vô địch quốc gia Thụy Sĩ.

## Sự nghiệp chuyên nghiệp
Vào ngày 20 tháng 7 năm 2017, Gönitzer ký bản hợp đồng chuyên nghiệp đầu tiên cùng với FC St. Gallen. Gönitzer ra mắt chuyên nghiệp cho St. Gallen trong chiến thắng 1-0 tại Giải bóng đá vô địch quốc gia Thụy Sĩ trước FC Lugano vào ngày 16 tháng 8 năm 2017.